# Tej Singh
Tej Singh (o Raja Teja Singh; 1799 – 4 dicembre 1862) è stato un militare indiano, comandante dell'impero Sikh. 

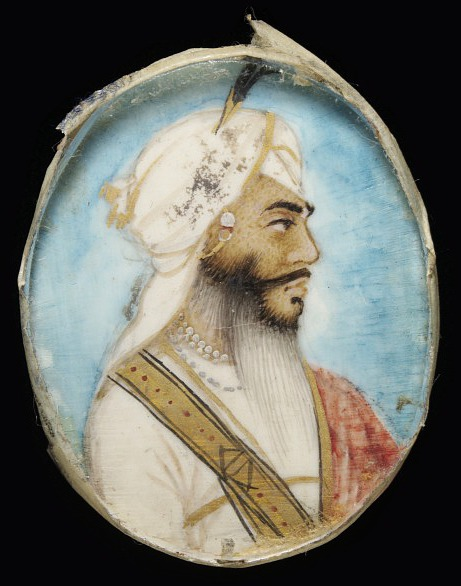
Tej Singh

Fu il comandante in capo dell'esercito Sikh Khalsa durante la prima guerra anglo-sikh.
Dopo la morte del maharaja Ranjit Singh, l'impero Sikh cadde nel disordine, in preda a fazioni tra loro in contrasto. Si dice che Tej Singh fosse fedele al raja Gulab Singh di Jammu e che, insieme a questi, ritenesse un errore entrare in guerra contro i britannici. Tuttavia, la rani Jind Kaur, reggente per conto del figlio Duleep Singh, gli ordinò di far marciare le truppe contro i britannici, cosa che egli fece con riluttanza.
Partecipò alla battaglia di Ferozeshah e alla battaglia di Sobraon. Molti resoconti sikh riportano che durante quest'ultima egli abbia deliberatamente indebolito un ponte di barche, unica via di fuga oltre il fiume Sutlej per le sue truppe, liberando la barca al suo centro o ordinando alla propria artiglieria di sparare sul ponte, e che avrebbe fatto ciò con il falso pretesto di impedire l'inseguimento britannico. Secondo lo storico Amar Pal Sidhu, questo incidente portò alla sconfitta dell'esercito sikh, come forse era nelle intenzioni di Tej Singh.
Dopo la loro sconfitta, i sikh firmarono il trattato di Lahore, con il quale cedettero alla Compagnia delle Indie orientali le preziose terre agricole del Doaba, tra i fiumi Beas e Sutlej. Inoltre, a seguito del trattato, il Kashmir fu venduto a Gulab Singh per pagare le indennità di guerra richieste dai britannici.